# 察瓦龙乌头
察瓦龙乌头（学名：Aconitum changianum），为毛茛科乌头属下的一个植物种。